# Litouwse Socialistische Sovjetrepubliek (1918-1919)
De Litouwse Socialistische Sovjetrepubliek (Litouws: Tarybų Socialistinė Respublika, Wit-Russisch: Літоўская Савецкая Сацыялістычная Рэспубліка, Russisch: Литовская Советская Социалистическая Республика) (LSSR) was een kort bestaande radenrepubliek die op 16 december 1918 opgericht werd door een voorlopige regering geleid door Vincas Mickevičius-Kapsukas. De republiek bestond tot 27 februari 1919 toen zij samengevoegd werd met de Wit-Russische Sovjetrepubliek tot de Litouws-Wit-Russische Socialistische Sovjetrepubliek. 
Hoewel pogingen werden gedaan om de republiek te representeren als een product van revolutionair socialisme, gesteund door lokale inwoners, was het een naar Moskou georiënteerde constructie om de Litouws-Russische Oorlog te legitimeren. De Litouwers steunden de Sovjets hierin niet maar vertrouwden op de eigen Republiek Litouwen die op 16 februari 1918 door de Litouwse Staatsraad uitgeroepen was.

## Achtergrond
Nadat Duitsland de Eerste Wereldoorlog verloor, sloot het op 11 november 1918 de Wapenstilstand van Compiègne. Het Duitse leger trok zich terug uit het Ober-Ost. Twee dagen later tekende de regering van de Russische Socialistische Federatieve Sovjetrepubliek het Verdrag van Brest-Litovsk dat de onafhankelijkheid van Litouwen verzekerde. Na het vertrek van de Duitse troepen eind december 1918 lanceerde de Russische Sovjetrepubliek echter een offensief tegen Estland, Letland, Litouwen, Polen en Oekraïne. Doel was een wereldwijde volksrevolutie te ontketenen en de onafhankelijke nationale republieken te vervangen door sovjetrepublieken.

## Formatie
De Litouwse Communistische Partij werd op 1 oktober 1918 opgericht, door 34 leden tijdens een congres in Vilnius. Pranas Eidukevičius werd tot voorzitter verkozen. 
De partij volgde het voorbeeld van de Russische Communistische Partij om in Litouwen een revolutionair socialisme te organiseren. De plannen werden bedacht en gefinancierd door Moskou, geleid door Adolf Joffe en Dmitri Manoeilski. Op 2 december stuurde Mickevičius-Kapsukas vijftien miljoen roebel naar Litouwen om de revolutie te financieren. Op 8 december vormde de partij een voorlopige regering van acht personen geleid door Mickevičius-Kapsukas. 
De regering stelde een manifest op dat op 16 december gedrukt werd: dat werd aldus de officiële oprichtingsdatum van de Litouwse Socialistische Sovjetrepubliek. Het manifest verscheen echter pas op 19 december in de Russische krant Izvestia en de tekst ervan werd later op de radio verkondigd. In Vilnius werd het manifest pas op 24 december gepubliceerd. Kapsukas wilde echter geen onafhankelijke Sovjetrepubliek creëren maar streed van begin af aan voor nauwe banden met Moskou. Een schets van het manifest, geschreven door Kapsukas, had als laatste zin Lang leve de Russische Socialistische Federatieve Sovjetrepubliek en de Litouwse Socialistische Sovjetrepubliek. In de uiteindelijke versie werd dit veranderd in Lang leve de Vrije Litouwse Sovjetrepubliek. 
De nieuwgevormde LSSR vroeg om hulp van de Russische Socialistische Federatieve Sovjetrepubliek. Deze erkende op 22 december de LSSR als een onafhankelijke staat. Het Rode Leger nam dezelfde dag Zarasai en Švenčionys in, officieel ter ondersteuning van de nieuwe regering. Het pas opgerichte leger van de Republiek Litouwen kon geen weerstand bieden tegen het Russische leger. Op 5 januari nam het Rode Leger Vilnius in. Einde januari 1919 beheersten de Sovjets twee derde van het Litouwse grondgebied.

## Politiek
De Litouwse Socialistische Sovjetrepubliek had weinig werkelijke macht en steunde op de Russische Socialistische Federatieve Sovjetrepubliek. Op 21 januari maakte de RSFSR honderd miljoen roebel over naar de voorlopige regering.
De LSSR vormde geen eigen leger. In februari 1919 stuurde Kapsukas een telegram naar Moskou waarin hij stelde dat de dienstplicht van Litouwers in het Rode Leger hen alleen maar aan zou moedigen zich vrijwillig aan te sluiten bij het leger van de Republiek Litouwen. 
In het bezette gebied zette de RSFSR militaire raden en sovjets op, gebaseerd op de hiermee in Rusland opgedane ervaringen. De RSFSR verlangde hoge oorlogsbelastingen van de veroverde dorpen en steden. Grootgrondbezit werd genationaliseerd. In plaats van herverdeling onder de boerenbevolking werd het land gecollectiviseerd. 

### Leden van de raad van volkscommissarissen
Op 6 januari 1919:
- volkscommissaris van Buitenlandse Zaken: Vincas Mickevičius-Kapsukas (Voorzitter)
- volkscommissaris van Binnenlandse Zaken: Zigmas Aleksa-Angarietis (Vicevoorzitter)
- volkscommissaris van Voedsel: Aleksandras Jakševičius
- volkscommissaris van Arbeid: Semyon Dimanstein
- volkscommissaris van Financiën: Kazimierz Cichowski
- volkscommissaris van Transport: Pranas Svotelis-Proletaras
- volkscommissaris van Landbouw: Yitzhak Weinstein-Branovski
- volkscommissaris van Onderwijs: Vaclovas Biržiška

Op 22 januari 1919:
- volkscommissaris van Buitenlandse Zaken: Vincas Mickevičius-Kapsukas (Voorzitter)
- volkscommissaris van Binnenlandse Zaken: Zigmas Aleksa-Angarietis (Vicevoorzitter)
- volkscommissaris van Voedsel: M. Slivkin
- volkscommissaris van Arbeid: Semyon Dimanstein
- volkscommissaris van Financiën: Kazimierz Cichowski
- volkscommissaris van Transport Aleksandras Jakševičius
- volkscommissaris van Landbouw: Vaclovas Bielskis
- volkscommissaris van Onderwijs: Vaclovas Biržiška
- volkscommissaris van Communicatie: Pranas Svotelis-Proletaras
- volkscommissaris van Defensie: Rapolas Rasikas
- volkscommissaris van Economische Zaken: Yitzhak Weinstein-Branovski
- volkscommissaris van Handel en Industrie: Yitzhak Weinstein-Branovski

## Ontbinding en gevolgen
Tussen 8 en 15 februari 1919 voorkwamen Litouwse en Duitse soldaten dat het Rode Leger Kaunas, de tijdelijke hoofdstad van de Republiek Litouwen, innam. Eind februari startten Duitse soldaten van de Baltische Landeswehr een offensief in Letland en het noorden van Litouwen. 
Geconfronteerd met militaire problemen en een lokale bevolking die de sovjetrepubliek niet accepteerde, werden de Litouwse SSR en de Wit-Russische SSR tot de Litouws-Wit-Russische Socialistische Sovjetrepubliek samengevoegd, met Kapsukas als voorzitter. De communistische partijen werden samengevoegd tot de Communistische Partij van Litouwen en Wit-Rusland. 
In de Pools-Russische Oorlog namen Poolse troepen het gebied in. Vilnius werd in april 1919 ingenomen, Minsk in augustus 1919. De Litouws-Wit-Russische Socialistische Sovjetrepubliek werd hierna ontbonden.
Nadat het tij keerde in de Pools-Russische Oorlog heroverde het Rode Leger Vilnius op 14 juli 1920. Ze droegen de stad echter niet over aan de Republiek Litouwen, zoals overeengekomen in het Sovjet-Litouwse Vredesverdrag dat twee dagen eerder getekend was. In plaats daarvan werd een staatsgreep gepleegd met als doel de Litouwse Sovjetrepubliek opnieuw op te richtten, net zoals met de Wit-Russische Socialistische Sovjetrepubliek was gebeurd. Het plan mislukte nadat het Rode Leger de Slag om Warschau verloor en door de Polen teruggedreven werd. 
Tijdens het interbellum wist Litouwen net zoals de andere Baltische staten Letland en Estland zijn onafhankelijkheid te bewaren.
Na het uitbreken van de Tweede Wereldoorlog annexeerde de Sovjet-Unie Litouwen in juli 1940. De officiële Sovjetpropaganda omschreef de bezetting als het "herstel van de macht van de Sovjets en van de revolutionaire massa".